# Acome
 (octobre 2021).
Si vous disposez d'ouvrages ou d'articles de référence ou si vous connaissez des sites web de qualité traitant du thème abordé ici, merci de compléter l'article en donnant les références utiles à sa vérifiabilité et en les liant à la section « Notes et références ».
Acome est une entreprise française, spécialisée dans la production de câbles de haute technicité et des systèmes destinés à l'automobile, aux réseaux d'infrastructures télécoms et ferroviaires et aux réseaux de communication dans les bâtiments. Le berceau industriel et le centre de recherche du Groupe se trouve dans le département de la Manche.
L'entreprise est la première société coopérative et participative (SCOP) de France quant au chiffre d'affaires et au nombre d'associés[Quand ?],.

## Historique
Créée à Paris le 4 aout 1932 à la suite des difficultés de la société Electrocable, Acome compte 50 coopérateurs à sa création, 800 dans les années 1980 et 1 075 en 2006. Son siège social est à Paris, mais c'est en Normandie, à Romagny Fontenay que l'entreprise possède 6 usines qui emploient 1 350 salariés en 2014, ce qui en fait l'un des plus gros employeurs du département de la Manche.
Les sites industriels et les bureaux commerciaux sont implantés sur les quatre continents au plus près des clients automobiles et télécoms : trois sites industriels en Chine à Wuhan et Zuhaï pour l'automobile, et Xintaï pour les câbles coaxiaux ; un site industriel au Brésil à Irati pour les câbles pour l'automobile. Acome possède aussi une filiale industrielle au Maroc qui est opérationnelle depuis 2016.
Acome est également présente en EMEA (Europe Middle East & Africa) en Allemagne, en Italie, à Londres, un site industriel à Tanger (Maroc) dédiée aux câbles automobiles et un site industriel en partenariat en Tunisie. Le chiffre d'affaires en 2019 était de 534 millions d'euros, dont 52 % réalisé à l'export. Le groupe compte en 2019 plus de 2000 salariés.
Au moment de son démarrage, Acome a pu compter sur les commandes des PTT grâce au principe du « quart réservataire » qui attribuait 25 % des commandes de l'État aux sociétés coopératives. À la fin des années 1930, la société achète une vieille filature à Mortain et s'y installe en 1941 après le bombardement de son usine d'Argenteuil. Après la guerre, Acome tire parti d'une loi imposant l'installation d'un dispositif anti-parasitage sur toutes les voitures. Acome, qui fabrique ce dispositif en exploitant un brevet acheté à General Electric, voit son marché exploser.
Si ce n'est pas l'esprit coopérateur qui préside à la création d'Acome, il viendra plus tard, dans les années 1950 et 1960. Les PDG Charles Lacroix et Jean Lamour, coopérateurs convaincus, font de la société une vraie Scop[Comment ?].
La gouvernance coopérative de la maison mère est garante de la pérennité du Groupe.
En 2018 Acome investit 45 millions d’euros d’ici à 2020 sur son site industriel de Mortain (Manche) dont 27,7 millions d'euros dans un programme baptisé "automobile et mobilité connectée". Le site normand qui emploie 1 000 salariés a reçu le 3 septembre la visite de Jacques Mézard, ministre de la Cohésion des territoires[pourquoi ?].

## Produits
Acome fabrique des câbles de haute technicité pour les télécoms, l'automobile et les réseaux de communication dans les bâtiments.
L'entreprise s'est diversifiée dans les années 1980 en produisant des tubes de synthèse pour la distribution d'eau chaude et froide sanitaire, les planchers, plafonds et murs chauffants-rafraîchissants.

## Direction

### Présidence et direction générale
- Charles Lacroix[6]
- Jean Lamour[6]
- Jacques de Heere[7]

## Communication

### Identités visuelles

Logo de 1932 à 2020
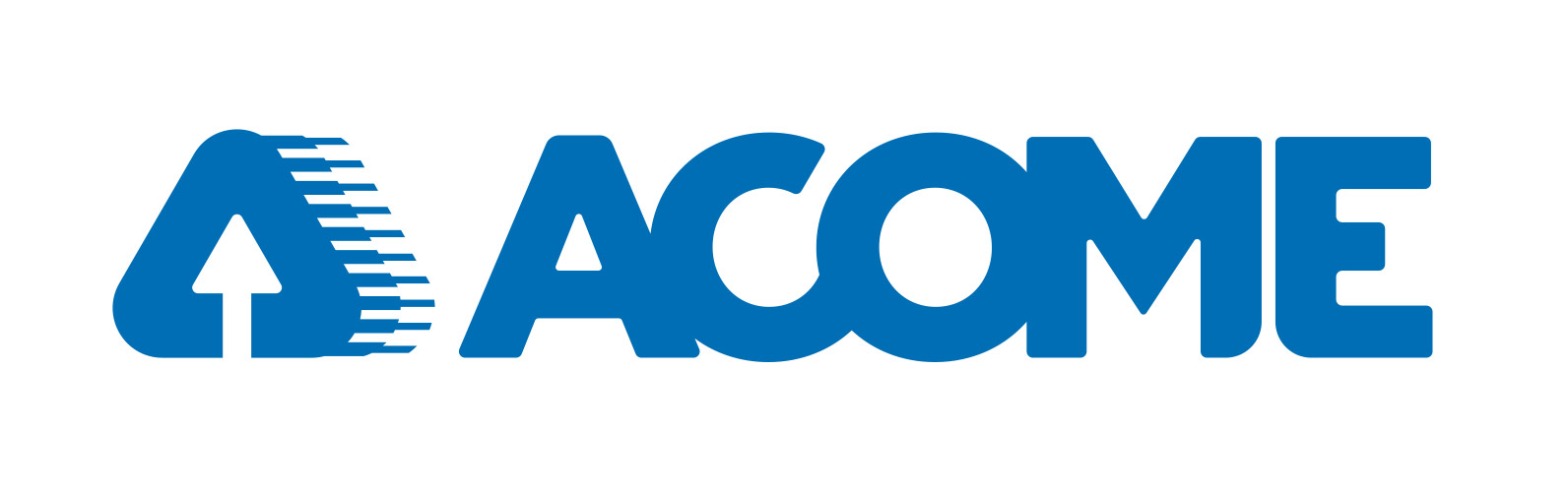
Logo depuis 2020